# سيثيوات
السيثيوات (بالإنجليزية: Cythioate)‏ هو مادة كيميائية عضوية من الفوسفات العضوي تستخدم كمبيد حشري، وطارد للديدان. بيعَ تحت الاسمين التجاريين Cyflee وProban، حيث استُخدمَ لأغراض بيطرية ضد البراغيث.